# Ahmed Salum III Ould Brahim
Ahmed Saloum III Ould Brahim, fou emir de Trarza. Era fill de Brahim, fill de Mohammed Al-Habib. Era cosí germà (els dos pares germans) de l'emir Ahmed Salum II Ould Ali, del que era a més molt amic i un dels seus lloctinents. Després de l'assassinat del seu cosí i amic l'abril del 1905, Ahmed, que tenia 23 anys, va reclamar la successió i va agafar el títol d'emir el 1905 si bé els francesos no el van reconèixer més que ho van fer amb el seu rival, Sidi Ould Mohammed Fal, i van jugar a una política de balança entre ambdós mentre administraven el territori directament.
Ahmed Saloum (III) s'havia fet conegut com lloctinent del seu cosí Ahmed Salum II. Havia fet ràtzies contra les tribus marabútiques i havia enfrontat un destacament de tiradors senegalesos Djibounou. Quan es va proclamar pretendent (i després emir) tenia el suport d'una part dels Oulad Ahmed ben Daman, d'una fracció dels Euleb, dels Oulad Beniouk, dels Zomboti, dels Zeilouïa, i dels Ahel Ag Mokhtar.
El darrer intent de resistència de Sidi Ould Mohammed Fal i el seu germà Ahmed Ould Deid va comportar l'anomenada batalla de Legweichichy el 28 de novembre de 1908.
El gener del 1910 Ahmed Ould Deïb, germà de l'emir Sidi Ould Mohammed Fal, aconsellat per Cheikh Sidïa, es va sotmetre formalment i el van seguir els seus dos principals lloctinents, Isselmou i Ahmed Salem Ould Mokhtar Oumou. Al començament de 1910, l'autoritat francesa es proposava reconèixer als caps fidels i va decidir restaurar la dignitat d'emir en la persona d'Ahmed Salum III Ould Brahim. Es tractava de constituir un gran comandament indígena sobre el país Trarza amb un representant hereditari que seria al mateix temps cap honorífic de les tribus marabútiques sense poder intervenir en els seus afers. Al Trarza Occidental (residència de Méderdra) Ahmed Salum III fou aclamat per les tribus i fou reconegut per l'autoritat francesa a Méderdra el mes de maig de 1910; es va signar entre les dues parts una convenció. El límit del comandament del nou emir era la línia Lemleïga a Souet el-Ma, Jerarïa i perllongació amb totes les tribus dins d'aquesta línia. Als Ahmed Ould Deïb, Isselmou i Ahmed Salem Ould Mokhtar Oumou se'ls va confiar el Trarza Oriental dividit en tres parts: les terres dels Oulad Daman i Oulad Ahmed ben Daman establertes a la zona (Oulad Bou Bakar Ciré, Oulad Reguïeg, Ahel Abella, Ahel Ag Mouttar) i algunes fraccions dels Euleb, Oulad El-Lab i els seus haratins Dokhon, foren confiades com a xeic independent a Ahmed Ould Deïb; Ahmed Salem Oumou esdevenia xeic independent de la fracció Ahel Atam dels Oulad Daman; i Isselmou dels Rehahla i d'una part de l'herència del seu oncle Othman ould Khalil, amb la tutela sobre els dos fills d'Othman (cosins d'Isselmou). Aquestes posicions de xeics independents ("independents" de l'emir) era inferior a la d'emir però igual a la d'altres xeics dependents directament del resident francès a Bou Tilimit. La gent de l'emir no podia passar a les terres dels tres emirs i la gent d'aquests no podia passar a les de l'emir, a menys d'obtenir el permís del comandant del cercle.
Per la seva subsistència podien cobrar el impost de la horma (una taxa personal sobre el comerç) pagada pels tributaris zenaga (els Rehalha, els Aroueijat, els Oulad El-Faghi i els Oulad Aïd), i el bakh, un impost pagat pels negres de la Chemama i els zenaga harantins, negres lliures o captius que explotaven terrenys. Aquests impost es van dividir en dues parts, una per l'emir (que el 1910 va tenir un fill de nom Amar Salum) i el seu cosí Mohammed al-Habib, fill d'Ahmed Salum II Ould Ali; i l'altre per Ahmed Ould Deïd. La percepció dels impostos el feien els francesos que després repartien. En aquest temps els Ould Aid foren fets autònoms i es va compensar a l'emir amb 33 peces de Guinea i 35 camells, i a Ould Deïd amb 12 camells.
Després de 1911 Ahmed va acompanyar al coroenl Patey en les seves incursions pel Tagant i Hodh (al sud-est de l'actual Mauritània, aleshores inclosa en l'Alt Senegal i Níger). El 1912 es va voler recompensar a Ould Deïd per bon comportament i se li va donar el comandament d'un grup de guerrers dels Oulad Daman o Oulad Ahmed ben Daman a la regió de Bou Tilimit. El 1913 Ahmed va participar en la columna de revenja de Mouret contra Smara (Sàhara Occidental) i després del saqueig de Smara va participar en el combat de l'oued Tagliat junt amb Abderrahmane Ould Bakar (de Tagant) i Ahmed Salem Ould Brahim Salem.
Ahmed Salum III va morir el 1930 i els francesos van concedir el títol d'emir a Ahmed Ould Deïd; l'any següent (1931) va morir el seu germà i ex emir Sidi Ould Mohammed Fal. Ahmed Ould Deïd va morir el 1943.